# Agrochira parallaxis
Agrochira parallaxis är en tvåvingeart som beskrevs av Ian David Whittington 2003. Agrochira parallaxis ingår i släktet Agrochira och familjen bredmunsflugor.
Artens utbredningsområde är Uganda. Inga underarter finns listade i Catalogue of Life.